# Château de la Roche (Mirabel)
Pour les articles homonymes, voir Château de La Roche.
Le château de la Roche est un édifice situé à Mirabel, en France.

## Description
Le vestige principal est la Tour de Mirabel

## Localisation
Le château est situé sur la commune de Mirabel, dans le département de l'Ardèche en région Auvergne-Rhône-Alpes.

## Historique
L'édifice est inscrit au titre des monuments historiques par arrêté du 24 juillet 1972.

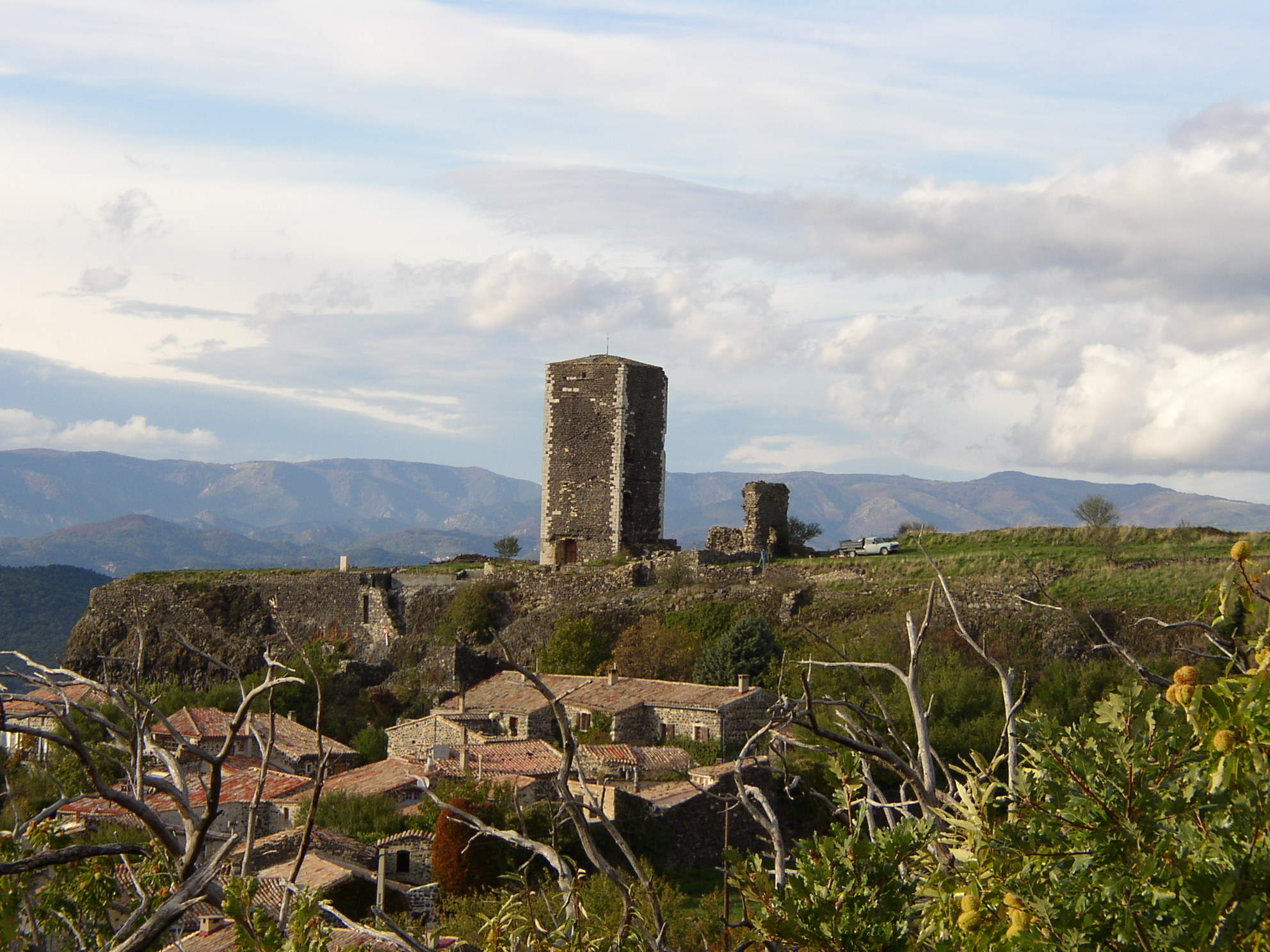
Le village de Mirabel et sa tour.
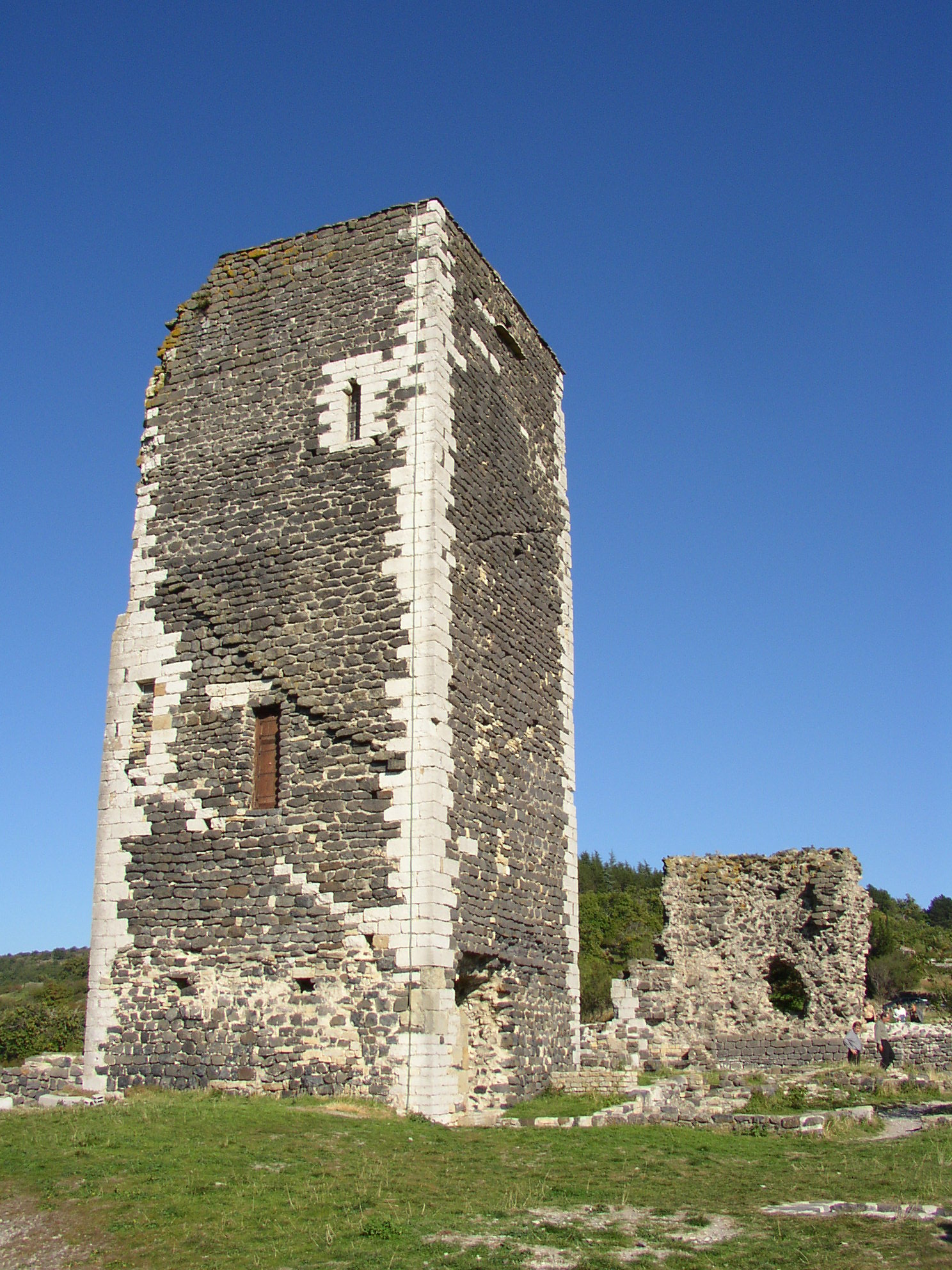
La tour de Mirabel.
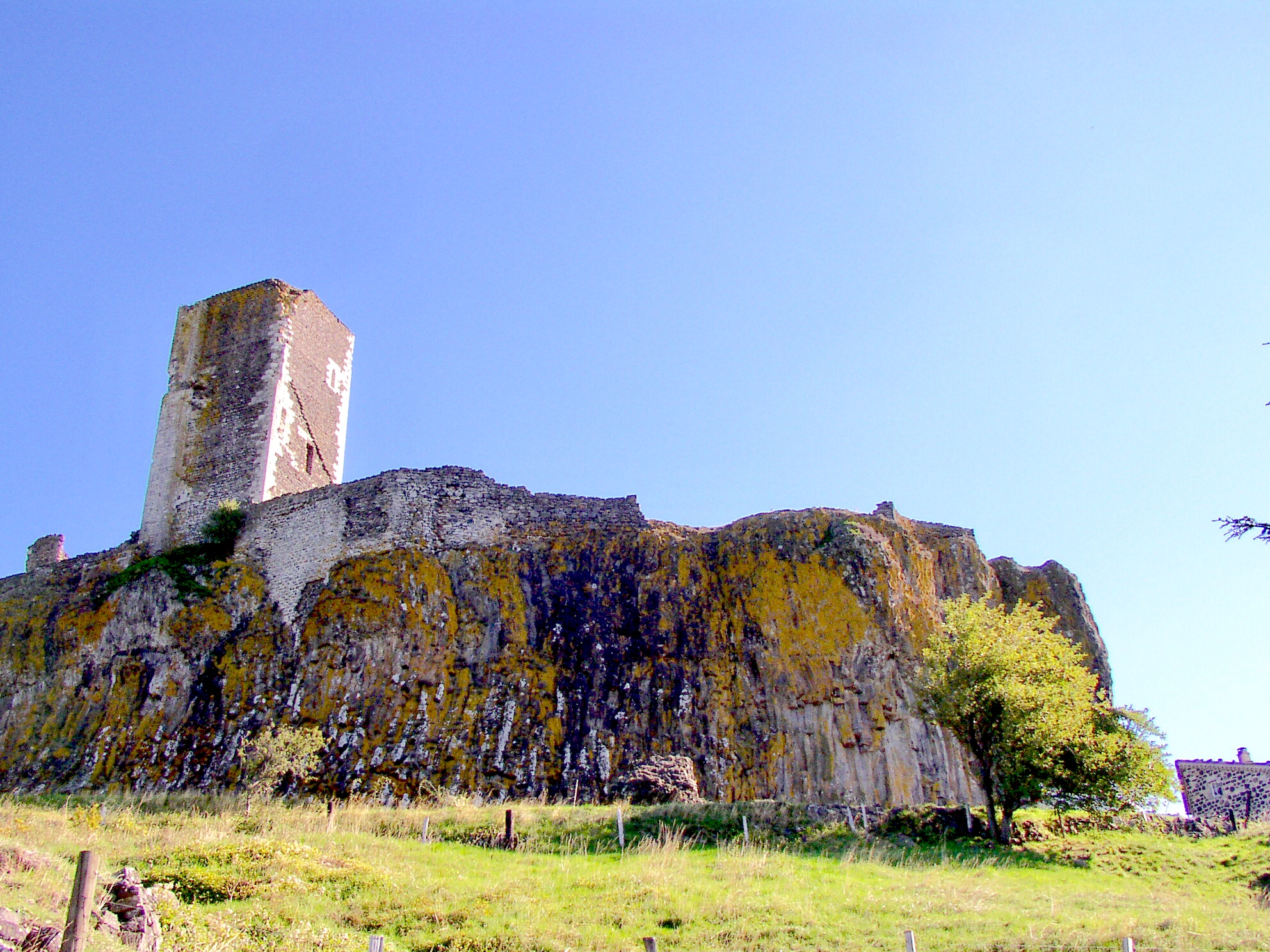
Les falaises de basaltes.